# Lista de países-membros do G20

Mapa dos países-membros do G20 em 2023, destacando os países da União Africana (em verde) e os países convidados na Cúpula de 2023 (em rosa).

Esta é uma lista dos países que compõem o G20. O grupo econômico também conhecido como "Grupo dos Vinte" ou "Vinte Maiores Economias" foi formado no final da década de 1990 com a finalidade de promover um diálogo mais profundo e eficaz entre as vinte maiores economias do globo diante da crise financeira de 1997. A membresia e extensão do grupo foram formalizadas ao longo dos anos seguintes e através de diversas reuniões de cúpula anuais entre os chefes de governo, ministros de finanças e outros representantes governamentais de alto nível.
Originalmente, os países que compõem o G20 são basicamente todos os países que compõem o G7 (considerados as nações mais desenvolvidas e os mercados econômicos mais robustos) em conjunção com as demais 14 nações de grande relevância e protagonismo econômico a nível regional ou continental. Todos os membros do G20 experimentaram um exponencial crescimento econômico ao longo das décadas de 2000 e 2010, alguns destes exercendo posições de destaque em outros organismos internacionais — como as Nações Unidas e a União Europeia — e em fóruns de diálogo estratégicos. A maior parte dos países do grupo são considerados, portanto, potências regionais com altos níveis de liderança em áreas de tecnologia, mercado e indústria e influência política, militar e cultural. Por outro lado, há aqueles países do grupo que são amplamente considerados como grandes potências da contemporaneidade devido a destacados níveis de impacto cultural, histórico e econômico na história moderna da humanidade.

## Lista de países-membros
| País-membro | País-membro    | Localização | Capital          | Governo                        | População          | Área (km²)    | PIB (per capita) | IDH            |
| ----------- | -------------- | ----------- | ---------------- | ------------------------------ | ------------------ | ------------- | ---------------- | -------------- |
|             | África do Sul  |             | Pretória         | República parlamentarista      | 60 414 495 hab.    | 1 221 037     | 5 975            | 0,717 (alto)   |
|             | Alemanha       |             | Berlim           | República parlamentarista      | 83 252 474 hab.    | 357 051       | 54 291           | 0,950 (+ alto) |
|             | Arábia Saudita |             | Riade            | Monarquia absoluta             | 33 500 000 hab.    | 2 149 690     | 23 140           | 0,875 (+ alto) |
|             | Argentina      |             | Buenos Aires     | República presidencialista     | 47 327 407 hab.    | 2 780 400     | 10 006           | 0,849 (+ alto) |
|             | Austrália      |             | Camberra         | Monarquia constitucional       | 26 699 482 hab.    | 7 692 024     | 66 589           | 0,946 (+ alto) |
|             | Brasil         |             | Brasília         | República presidencialista     | 217 637 297 hab.   | 8 510 417 771 | 11 352           | 0,760 (alto)   |
|             | Canadá         |             | Ottawa           | Monarquia constitucional       | 41 012 563 hab.    | 9 984 670     | 54 866           | 0,935 (+ alto) |
|             | China          |             | Pequim           | República socialista           | 1 425 193 544 hab. | 9 596 961     | 13 136           | 0,788 (alto)   |
|             | Coreia do Sul  |             | Seul             | República presidencialista     | 51 741 964 hab.    | 100 339       | 34 165           | 0,929 (+ alto) |
|             | Estados Unidos |             | Washington, D.C. | República presidencialista     | 341 754 952 hab.   | 9 371 175     | 85 373           | 0,927 (+ alto) |
|             | França         |             | Paris            | República semipresidencialista | 64 881 830 hab.    | 543 965       | 47 359           | 0,910 (+ alto) |
|             | Índia          |             | Nova Déli        | República parlamentarista      | 1 441 267 622 hab. | 3 287 263     | 2 731            | 0,644 (médio)  |
|             | Indonésia      |             | Jacarta          | República presidencialista     | 279 798 049 hab.   | 1 904 569     | 5 271            | 0,713 (alto)   |
|             | Itália         |             | Roma             | República parlamentarista      | 58 702 712 hab.    | 301 338       | 39 580           | 0,906 (+ alto) |
|             | Japão          |             | Tóquio           | Monarquia constitucional       | 122 631 432 hab.   | 377 975       | 33 138           | 0,920 (+ alto) |
|             | México         |             | Cidade do México | República presidencialista     | 129 388 467 hab.   | 1 973 000     | 15 249           | 0,781 (alto)   |
|             | Reino Unido    |             | Londres          | Monarquia constitucional       | 67 954 310 hab.    | 244 820       | 51 075           | 0,940 (+ alto) |
|             | Rússia         |             | Moscou           | República semipresidencialista | 143 970 967 hab.   | 17 124 442    | 14 391           | 0,821 (+ alto) |
|             | Turquia        |             | Ancara           | República presidencialista     | 86 245 921 hab.    | 783 562       | 12 765           | 0,855 (+ alto) |
|             | União Africana |             | Adis Abeba       | Entidade supranacional         | 1 493 658 986 hab. | 29 922 059    | —                | —              |
|             | União Europeia |             | Bruxelas         | Entidade supranacional         | 741 670 323 hab.   | 4 233 262     | 34 843           | 0,899 (+ alto) |